# 葛飾区立原田小学校
葛飾区立原田小学校（かつしかくりつ はらだしょうがっこう）は、東京都葛飾区東金町2丁目にある公立小学校。

## 沿革
- 1958年（昭和33年） - 末広小学校第二分校として創設。
- 1960年（昭和35年） - 校歌制定。2部授業解消。
- 1962年（昭和37年） - 校旗制定。
- 1963年（昭和38年） - 原田分校（現:飯塚小学校）設立し、児童252名が原田分校へ移籍。
- 1964年（昭和39年） - 原田分校が、葛飾区立飯塚小学校として独立。
- 1966年（昭和41年） - プール竣工。
- 1968年（昭和43年） - 花の木小学校開校により、児童435名移籍。
- 1977年（昭和52年） - ガス暖房完成。
- 1978年（昭和53年） - 東金町小学校開校により、児童530名移籍。
- 1979年（昭和54年） - 木造校舎撤去。岩庭園完成。
- 1980年（昭和55年） - 全教室にカラーテレビ設置。
- 1984年（昭和59年） - 『原田の森』完成。シンボル樹「ケヤキ」植樹。
- 1986年（昭和61年） - 校舎窓のアルミサッシ化完了。
- 1987年（昭和62年） - 陶芸小屋竣工。
- 1990年（平成2年） - 体育倉庫完成。
- 1992年（平成4年） - 管理室の冷房化完了。下水道完成。
- 1993年（平成5年） - 高圧線鉄塔撤去。
- 1996年（平成8年） - コンピュータ室設置（6台）。
- 1997年（平成9年） - 生ゴミ処理機設置。
- 1998年（平成10年） - 飼育小屋完成。
- 1999年（平成11年） - 耐震補強工事完了。
- 2000年（平成12年） - パーテーション・床工事完了。
- 2001年（平成13年） - コンピュータ室整備（22台）、冷房化。非常通報設備設置。
- 2002年（平成14年） - 機械警備システム導入。防犯カメラ設置。中央玄関改修工事。
- 2003年（平成15年） - 少人数指導開始（低・高学年用算数室設置）。
- 2004年（平成16年） - 図書室冷房化。北側トイレ改修工事。5年2組教室の床改修工事。
- 2005年（平成17年） - 普通教室にエアコン設置。
- 2006年（平成18年） - アイリス学級設置。
- 2008年（平成20年） - コンピュータ室整備（20台）。
- 2009年（平成21年）11月14日 - 開校50周年記念式典挙行。
- 2010年（平成22年） - 校舎内の床・天井修繕工事。学童保育クラブ設置。床下壁改修工事。
- 2011年（平成23年） - みどりのカーテン部分設置。アイリス学級修繕工事。
- 2015年（平成27年） - 学校地域応援団発足。
- 2019年（令和元年） - 開校60周年記念キャラクター作成。

## 教育目標
- 心豊かな子
- 深く考える子
- 健康な子

## 通学区域
出典
- 東金町1丁目（3番～8番）
- 東金町2丁目（全域）
- 東水元1丁目（全域）
- 南水元3丁目（6番のみ）

## 進学先中学校
出典
- 葛飾区立金町中学校

## 学校周辺
- 原田小学校保育クラブ - 同一敷地内
- 葛飾区立東金町すみれ児童遊園 - 葛飾区道をはさんで、敷地が隣接。
- 医療法人社団萃蓉会聖心醫院
- 都営東金町二丁目第5アパート - 学校に最も近いのは12号となる。
- 葛飾区立原田児童遊園
- 都営東金町二丁目アパート
- 葛飾東金町二丁目郵便局
- なお、上述の都営アパート以外のアパート・マンションや上述の児童遊園以外の公園、および教育施設なども点在する。

## 交通アクセス
- 京成バス「金01」・「金02」・「金62」の各系統で、「東金町二丁目」停留所下車後、
  - 正門まで、
    - 金町駅行のりばから、徒歩約355m・約6分。
    - 金町駅発のりばから、徒歩約345m・約6分。

  - 西門まで、
    - 金町駅行のりばから、徒歩約215m・約4分。
    - 金町駅発のりばから、徒歩約220m・約4分。